# Dourados
Dourados, amtlich portugiesisch Município de Dourados, ist die zweitgrößte Stadt im brasilianischen Bundesstaat Mato Grosso do Sul und liegt 225 km südwestlich der Hauptstadt Campo Grande. Die Einwohnerzahl betrug laut Schätzung vom 1. Juli 2020 225.495 Personen.

## Geographie
Die Stadt Dourados liegt im Süden der Zentral-West-Region Brasiliens, in der Süd-West-Mesoregion des Bundesstaats Mato Grosso do Sul.
Nur 120 km von der Stadt entfernt befindet sich die Grenze zu Paraguay. Die Hauptstadt von Mato Grosso de Sol, Campo Grande, liegt mit etwa 235 km Luftdistanz doppelt soweit weg.
Ihren Namen hat die Stadt vom Rio Dourados, der an der Stadt vorbeizieht und in den Río Paraná mündet. In der Nähe liegt ebenfalls die Bergregion Serra de Maracaju.

### Klima
Folgende Klimadaten basieren auf Messungen des Instituto Nacional de Meteorologia, die von 1961 bis 1990 getätigt wurden. In Dourados herrscht ein tropisches Klima, wobei die kälteste Monate jeweils Juni und Juli sind mit einer Durchschnittstemperatur von rund 18 °C und einer Luftfeuchtigkeit durchschnittlichen Luftfeuchtigkeit von 66 bis 82 % das ganze Jahr durch. Minustemperaturen kennt man in Dourados praktisch nicht, einzig in den Monaten Juli und August wurden in einer Messperiode zwischen 1971 und 2000 bereits Minustemperaturen verzeichnet. Ein richtiges Rekordjahr war dabei das Jahr 1981, in dem zuerst am 20. Juli mit −1,7 °C der absolute Minusrekord registriert und zwei Monate später am 28. September mit 38,5 °C der Temperaturrekord der Messperiode verzeichnet wurde.
|                        | Jan   | Feb   | Mär   | Apr  | Mai   | Jun   | Jul   | Aug   | Sep   | Okt   | Nov   | Dez   |   |         |
| Mittl. Temperatur (°C) | 25    | 24,9  | 24,3  | 22,1 | 19,8  | 18    | 18,3  | 19,6  | 20,9  | 23,1  | 23,9  | 24,5  | ⌀ | 22      |
| Mittl. Tagesmax. (°C)  | 31,2  | 31,2  | 31    | 29,1 | 27    | 25,3  | 27,1  | 27,3  | 28    | 30,2  | 30,7  | 30,6  | ⌀ | 29,1    |
| Mittl. Tagesmin. (°C)  | 20,4  | 20,4  | 19,4  | 16,8 | 14,7  | 12,9  | 12,5  | 13,5  | 15,5  | 17,3  | 18,6  | 19,8  | ⌀ | 16,8    |
|                        |       |       |       |      |       |       |       |       |       |       |       |       |   |         |
| Niederschlag (mm)      | 144,8 | 129,7 | 112,1 | 98,5 | 117,6 | 78    | 43,8  | 44,3  | 110   | 177,5 | 172,7 | 182,8 | Σ | 1.411,8 |
|                        |       |       |       |      |       |       |       |       |       |       |       |       |   |         |
| Sonnenstunden (h/d)    | 206,6 | 199,9 | 216,3 | 214  | 197   | 188,1 | 207,2 | 190,8 | 168,6 | 215,1 | 218,2 | 211,3 | ⌀ | 202,8   |
|                        |       |       |       |      |       |       |       |       |       |       |       |       |   |         |
| Regentage (d)          | 11    | 11    | 9     | 6    | 6     | 5     | 4     | 4     | 7     | 9     | 11    | 11    | Σ | 94      |
|                        |       |       |       |      |       |       |       |       |       |       |       |       |   |         |
| Luftfeuchtigkeit (%)   | 80,6  | 81,2  | 82    | 77,5 | 78,6  | 78,9  | 71,1  | 66    | 68,3  | 70,6  | 72,5  | 77    | ⌀ | 75,3    |

| 20,4 |

| 20,4 |

| 19,4 |

| 16,8 |

| 14,7 |

| 12,9 |

| 12,5 |

| 13,5 |

| 15,5 |

| 17,3 |

| 18,6 |

| 19,8 |

| 20,4 |

| 20,4 |

| 19,4 |

| 16,8 |

| 14,7 |

| 12,9 |

| 12,5 |

| 13,5 |

| 15,5 |

| 17,3 |

| 18,6 |

| 19,8 |

### Nachbarorte
Die Gemeinde Dourados grenzt an folgende Gemeinden, wobei insbesondere Ortschaften im Westen und Süden rund 50 bis 100 km entfernt sind:
|                                   | Itaporã Maracaju                            | Douradina Rio Brilhante |
| Ponta Porã (über 100 km entfernt) | Kompassrose, die auf Nachbargemeinden zeigt | Deodápolis              |
| Laguna Carapã                     | Caarapó                                     | Fátima do Sul           |

## Geschichte
Vor der Besiedlung durch die westliche Welt wurde Dourados durch die Stämme der Terena und Guaraní-Kaiowá bevölkert.
Am 10. Mai 1861 wurde in Dourados im Vorfeld des Tripel-Allianz-Kriegs eine Militärkolonie gegründet, die Brasilien gegen das Nahe gelegene Paraguay schützen sollte. Gegen Ende der 19. Jahrhunderts stießen auch erste zivile, westliche Siedler in die Region vor. Auf dem Gebiet der heutigen Stadt Dourados war dazumals die Farm eines Marcelino Pires, der in der Region Viehzucht betrieb.

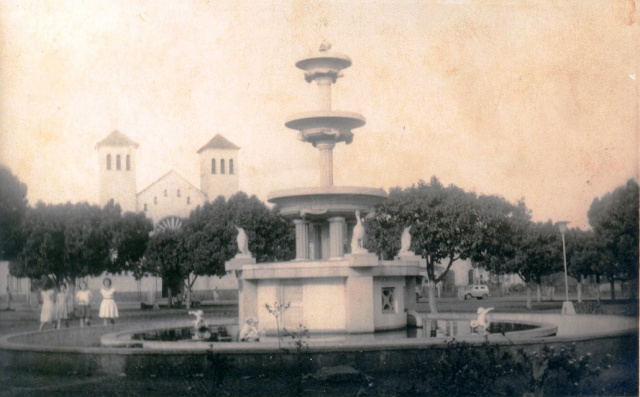
Antônio João-Platz in den 1940er-Jahren

Die eigentliche Gründung der jungen Gemeinde Dourados erfolgte am 20. Dezember 1935 mit dem Dekret Nr. 30 des damaligen Staatsgouverneurs Mário Corrêa da Costa, das Land hierfür wurde bereits 1923 reserviert. Bereits 1936 stand das erste Rathaus von Dourados. Zu Beginn zogen neben Brasilianern vor allem auch Japaner in die Stadt, um in der Gegend Kaffee anzubauen. In den 1940er Jahren baute Filinto Müller eine erste Mühle und ermöglichte damit bis zum Anschluss der Stadt ans Stromnetz die Versorgung der Bevölkerung mit Strom, wenngleich zunächst nur für wenige Stunden pro Tag. Von 1943 bis 1946 gehörte Dourados zum gesonderten Grenzgebiet Ponta Porã, das am 13. September 1943 mit dem Gesetzesdekret 5812 geschaffen, aber bereits mit der Verfassung von 1946 wieder aufgehoben wurde, so dass Dourados wieder zum Bundesstaat Mato Grosso gehörte. Eine eigene Wasserversorgung mit aufbereiteten Wasser bekam die Stadt erst Ende der 1960er Jahre. In den folgenden Jahrzehnten entwickelte sich Dourados schnell und wurde zum regionalen Zentrum im Süden des Bundesstaates Mato Grosso. Nach einer Verdoppelung der Bevölkerungszahl innerhalb nur eines Jahrzehnts erreichte Dourados im Jahr 1980 erstmals eine Zahl von 100.000 Einwohnern.
Am 1. September 2010 geriet die Stadt international in die Schlagzeilen, nachdem in einer Aktion der brasilianischen Bundespolizei die gesamte politische Führung der Stadt verhaftet wurde: Der amtierende Bürgermeister, Ari Artuzi, der stellvertretende Bürgermeister, die Ratspräsidentin und 26 weitere Personen wurden wegen Korruption verhaftet. Der Bürgermeister soll dabei aus Steuergeldern selbst seiner Frau eine Brustvergrößerung finanziert haben. Bereits im Jahr zuvor wurden in der Stadt 40 Personen in einer großangelegten Aktion wegen Korruption festgenommen.

## Bevölkerung
Seit der Gründung der Stadt ist die Bevölkerung rasant angewachsen. Gemäß der Volkszählung im Jahr 2000 des brasilianischen Instituts für Geographie und Statistik besteht die Bevölkerung Dourados zu 98,04 % aus Christen. Von diesen machen Katholiken und Orthodoxe 58,62 % aus, ihnen gegenüber stehen 29,4 % Protestanten und 10,78 % Christen anderer Glaubensrichtungen.
| Jahr      | 1940   | 1950   | 1960   | 1970   | 1980    | 1991    | 1996    | 2000    | 2005    | 2010    | 2020    |
| --------- | ------ | ------ | ------ | ------ | ------- | ------- | ------- | ------- | ------- | ------- | ------- |
| Einwohner | 14.985 | 22.834 | 84.955 | 79.186 | 106.483 | 135.984 | 153.191 | 164.700 | 183.096 | 196.068 | 225.495 |

2020: Schätzung des IBGE

## Politik
Die Legislative der Gemeinde besteht aus lediglich 19 Ratsmitgliedern, die jedoch von zehn verschiedenen Parteien gestellt werden. Derzeitige Ratspräsidentin ist Daniella Hall (Stand: September 2017) des Partido Social Democrático (PSD).
Derzeitige Stadtpräfektin (Bürgermeisterin) der Stadt und damit Leiterin der Exekutive ist Délia Godoy Razuk. Sie vertritt seit 2015 den Partido da República (PR).

## Wirtschaft
Wichtigste Wirtschaftszweige rund um die Stadt sind Ackerbau (vor allem Soya, Mais und Zuckerrohr) und Rinderzucht.
Die Stadt ist wirtschaftlicher und gesellschaftlicher Mittelpunkt einer Region von annähernd einer Million Menschen und versorgt 30 umliegende Städte, teilweise auch in Paraguay (Verbindungsglied zum Mercosur).
Rund die Hälfte der Beschäftigten in der Stadt arbeitet im Dienstleistungssektor, in dem rund 4500 Unternehmen tätig sind. Von 56.560 am 1. Januar 2017 registrierten Beschäftigten, arbeiteten 28.477 im Dienstleistungssektor, 14.423 im Handel, 9562 in der Verarbeitungsindustrie, 2026 in der Landwirtschaft im 1826 im Bausektor. Es gibt rund 3.000 Hotelbetten in der Stadt.

## Bildungseinrichtungen
2016 gab es in Dourados 133 Bildungseinrichtungen, davon 112 auf städtischem Gebiet. 23 Schulen wurden vom Bundesstaat betrieben, 79 waren kommunale Einrichtungen. Dazu kamen noch 30 Privatschulen.
Trotzdem besuchten im Jahr 2010 etwa 14,2 % der Kinder von 7 bis 14 Jahren keine Schule; dieser Wert hat sich im Vergleich zu früheren Jahren, als bis zu 9,6 % keine Schule besuchten, verschlechtert. Verbessert hat sich jedoch der Anteil der Kinder zwischen 15 und 17 Jahren, die die High School besuchten. 1990 lag dieser Anteil noch bei 17,8 %, verbesserte sich jedoch bis 2010 auf einen Anteil von 42,5 % der Schüler.
Universitäten

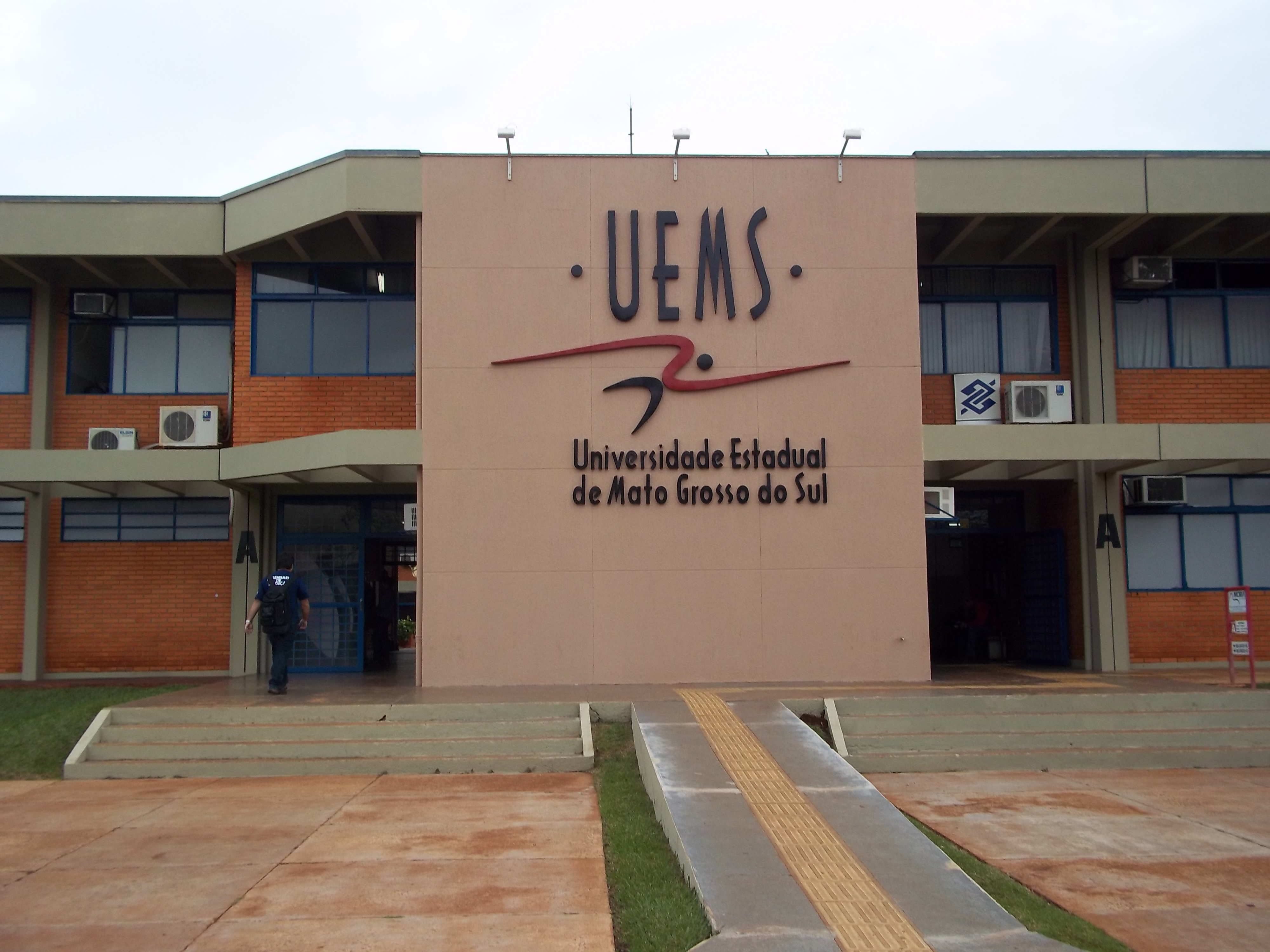
Universidade Estadual de Mato Grosso do Sul

In Dourados gibt es fünf Universitäten:
- Universidade Estadual de Mato Grosso do Sul (UEMS)
- Universidade Federal da Grande Dourados (UFGD)
- Centro Universitário da Grande Dourados (UNIGRAN)
- Faculdades da Anhanguera (UNIDERP)
- Universidade Paulista (UNIP – Interativa)

## Bistum Dourados
1957 wurde das römisch-katholische Bistum Dourados aus einem Teil des Bistums Corumbá gegründet. Albert Först OCarm, geboren in Gunzendorf, war von 1990 bis 2001 Bischof von Dourados. Er setzte sich vor allem für die Ausbildung von Straßenkindern in Dourados ein. Er gründete die Stiftung CIENA (Centre de Integracão do Adolescente Dom Alberto). Seit 2015 steht Bischof Henrique Aparecido De Lima dem Bistum vor.

## Verkehr
14 Kilometer von der Innenstadt von Dourados entfernt liegt der Flughafen Dourados. Im Jahr 2015 wurden auf dem Flughafen rund 100.000 Passagiere abgefertigt.
Außerdem liegt die Stadt an der Autobahn BR-163, die Brasilien vom Norden nach Süden durchläuft und die Stadt durchquert. Weiterhin führen die Bundesstraßen BR-376 und BR-463 von Dourados nach Santa Cantarina (BR-376) bzw. nach Pedro Juan Caballero im Nordosten Paraguays.

## Sport
In der Stadt sind die beiden Fußballvereine Ubiratan Esporte Clube und Clube Desportivo Sete de Setembro ansässig. Beide tragen ihre Spiele im 30.000 Zuschauer fassenden Estádio Fredis Saldívar, meist nur Douradão genannt, aus. In der Stadt gibt es auch noch ein zweites größeres Fußballstadion, das Napoleão de Souza Stadion, das Platz für 10.000 Zuschauer bietet.

## Partnerstädte
- Iquique, Chile
- Kearney, USA

## Töchter und Söhne der Stadt
- Emmanuel Marinho, Dichter, Schauspieler und Erzieher
- Soraya Thronicke (* 1973), Senatorin für Mato Grosso do Sul
- Daniela Albuquerque (* 1982), Fernsehmoderatorin, Schauspielerin und ehemaliges Model
- Thiago Machado Mattos (Thiaguinho, * 1984), Fußballspieler
- Vinicius Rodrigo Pinto Teló (* 1985), Basketballspieler
- Magno Nazaret (* 1986), Radrennfahrer
- Lucas Pezzini Leiva (* 1987), Fußballspieler
- Keirrison de Souza Carneiro (* 1988), Fußballspieler
- Mário Lúcio da Silva Júnior (* 1989), Fußballspieler